# 비 (도구)

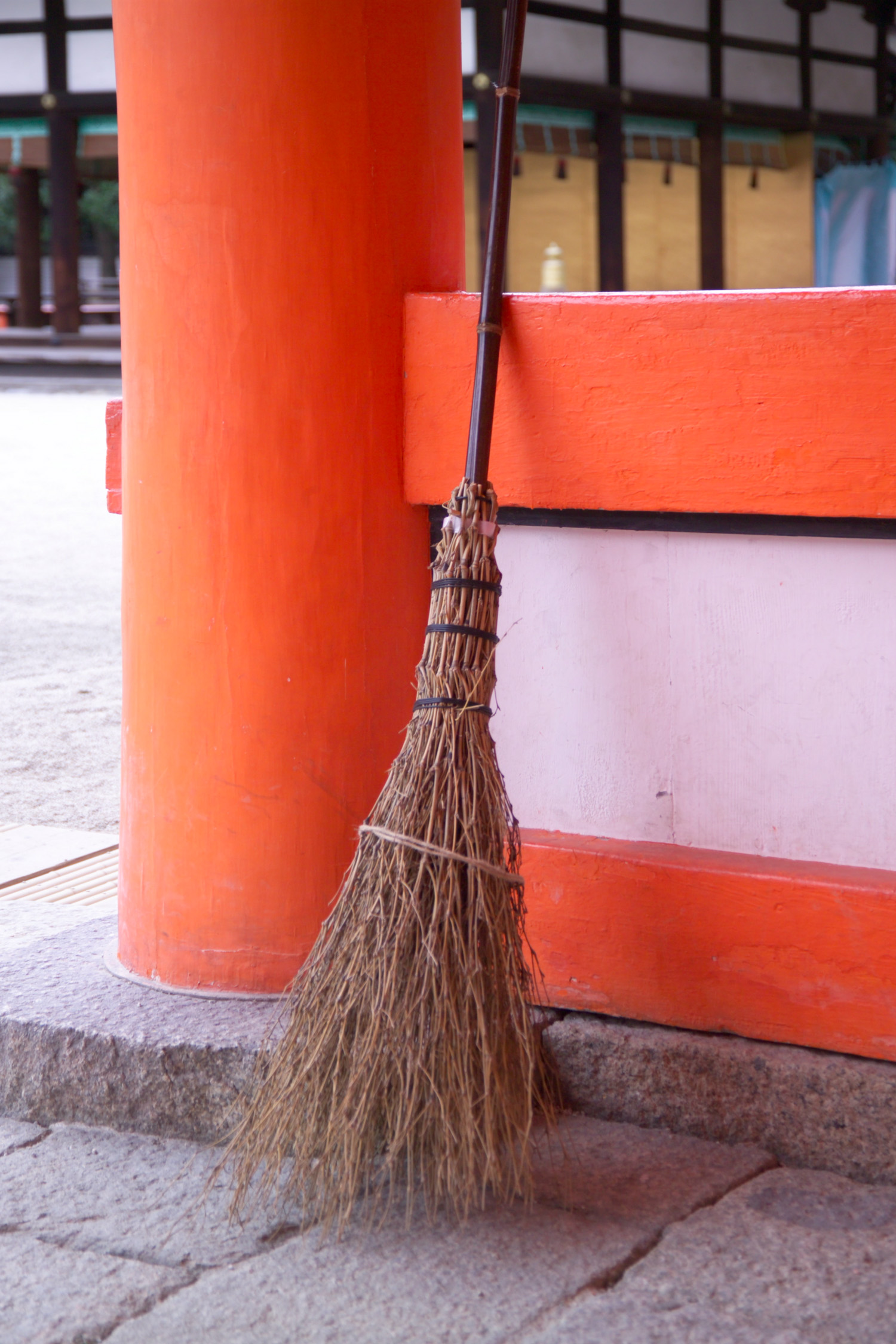
비

비(broomstick)는 바닥을 청소할 때에 사용하는 도구이다. 흔히 쓰레받기와 함께 쓰인다. 빗자루라고도 하는데, 본래 빗자루는 비의 손잡이를 일컫는 말이었으나 현대 언어 생활에 있어서는 빗자루라는 말로 도구 자체가 지칭된다.

## 소재
소재는 싸리나무에서부터 동물의 털, 화학섬유에 이르기까지 다양하다.

## 문화 속 빗자루
탈것
옛날에 마녀가 빗자루를 타고 하늘을 난다는 내용이 옛 이야기와 동화에 흔히 등장한다. 영화 해리포터에 나오는 가상 스포츠인 퀴디치에서도 빗자루가 탈것으로 이용되었다.
체벌 도구
가정에서 체벌이 흔하던 과거에 한국에서는 빗자루가 주요한 체벌 도구였다.

## 같이 보기
- 대걸레